# Jon Aspiazu San Emeterio
Jon Aspiazu San Emeterio (Bilbao, 5 de novembre de 1962) és un exfutbolista basc, que ocupava la posició de migcampista.

## Trajectòria

### Com a futbolista
Sorgeix del planter de l'Athletic Club. Tot i que roman cinc anys al filial Bilbao Athletic, quatre d'ells com a titular, tan sols disputa dos partits amb el primer equip, a la campanya 83/84 i dins de la Copa de la Lliga.
A la 84/85 marxa a l'Hèrcules CF, amb qui debuta a primera divisió, tot jugant sis partits. L'any següent recala al Sestao Sport, de la categoria d'argent, on és titular, tot disputant 73 partits i marcant 8 gols. Eixes xifres criden l'atenció del Deportivo de La Corunya, que l'incorpora el 1987.
Els gallecs militaven a la Segona Divisió, i no aconsegueixen l'ascens fins a 1991. Durant eixe període, el migcampista basc és titular. Però ja a la màxima divisió, la campanya 91/92, perd eixa condició, sumant només cinc partits.
Entre el 1992 i el 1994 retorna al Sestao. Es retira el 1995, després d'haver disputat el darrer any amb l'Amurrio, de Segona B.

### Com a entrenador
Aspiazu ha estat durant molts anys la mà dreta d'Ernesto Valverde com a entrenador. El 2017 va esdevenir segon entrenador del FC Barcelona, coincidint amb el fitxatge de Valverde com a primer entrenador.